# Palazzo Parmigiani-De Sario
Palazzo Parmigiani–De Sario è un palazzo storico di Modugno (BA) che risale al XVII secolo. Si trova in Piazza Sedile, al fianco di Palazzo Scarli.
La sua struttura, in stile tardo-rinascimentale è molto semplice con bugnato sul piano inferiore e piano superiore liscio; ricorda la struttura di Palazzo Valerio-Longo. Il suo largo portale con arco a tutto sesto presenta un largo bugnato ed è sormontato da stemma. Il piano superiore è delimitato da una evidente cornice marcapiano presenta diverse finestre rettangolari. Il palazzo è stato restaurato negli anni cinquanta: prima presentava un'ampia terrazza, ma poi è stata chiusa per ricavarne delle nuove stanze.
Sulla facciata di questo palazzo è presente un piccolo bassorilievo rappresentante la Madonna delle Grazie, ivi collocato nel 1960. Precedentemente era collocato in una casa in contrada Piscina dei Preti.
Questo Palazzo è appartenuto alle famiglie Faenza e Scura; ora appartiene ala famiglia Parmigiani-De Sario.
La famiglia De Sario è originaria di Terlizzi e la sua fortuna è legata alla proprietà fondiaria. Il Palazzo è di proprietà di questa famiglia dai primi anni del XIX secolo col matrimonio tra Filomena Faenza Alfonsi Scura e Nicola De Sario, nonno dell'attuale proprietario del Palazzo.